# Giuseppe Colombo
Giuseppe Colombo (2 de outubro de 1920 – 20 de fevereiro de 1984), mais conhecido pelo apelido Bepi Colombo, foi um cientista, matemático e engenheiro italiano conhecido por seu trabalho sobre o planeta Mercúrio e foram seus cálculos sobre como a espaçonave entrar numa órbita ressonante que levaram ao sucesso a missão da sonda Mariner 10. Colombo também explicou a sincronização 3:2 da órbita mercuriana e fez significatens contrubuições para o estudo dos Anéis de Saturno, usando principalmente observações a partir de telescópios terrestres na era anterior a exploração espacial alcançar o sistema solar exterior.